# Otiorhynchus arcticus
Otiorhynchus arcticus är en skalbaggsart som först beskrevs av O. Fabricius 1780.  Otiorhynchus arcticus ingår i släktet Otiorhynchus, och familjen vivlar. Enligt den finländska rödlistan är arten sårbar i Finland. Arten är reproducerande i Sverige. Artens livsmiljö är sjö- och älvstränder.